# Gyromitrin
Gyromitrin är ett toxin och carcinogen som förekommer hos flera svampar av släktet Gyromitra, främst stenmurklan Gyromitra esculenta.
Föreningen är instabil och hydrolyseras lätt till den giftiga föreningen monometylhydrazin som har visat sig påverka centrala nervsystemet. Monometylhydrazin hämmar också funktionen av Vitamin B6, vilket kan leda till allvarliga hälsoproblem.
Förgiftning resulterar i illamående, magkramper och diarré, medan svåra förgiftningsfall kan medföra krampanfall, gulfärgning av huden, koma och även döden. Monometylhydrazin har också visat sig vara carcinogen hos försöksdjur.